# Misure cautelari (ordinamento penale italiano)
Le misure cautelari sono disciplinate dal Libro IV del codice di procedura penale italiano, e si sostanziano in limitazioni di libertà personale. Sono disposte da un giudice, sia nella fase delle indagini preliminari che nella fase processuale, lasciando un certo margine di discrezionalità, condizionato dalla presenza di presupposti stabiliti dalla legge. Si distinguono in misure cautelari personali e misure cautelari reali.

## Classificazione
| Personali | Personali                                                                                   | Personali | Reali                                           |
| Coercitive | Coercitive                                                                                  | Interdittive | Reali                                           |
| Obbligatorie | Custodiali                                                                                  | Interdittive | Reali                                           |
| --- | ------------------------------------------------------------------------------------------- | --- | ----------------------------------------------- |
| - Divieto di espatrio - Obbligo di presentazione alla polizia giudiziaria - Allontanamento dalla casa familiare - Divieto di avvicinamento ai luoghi frequentati dalla persona offesa - Divieto e obbligo di dimora | - Arresti domiciliari - Custodia cautelare in carcere - Custodia cautelare in luogo di cura | - Sospensione dall'esercizio della potestà dei genitori - Sospensione dall'esercizio di un pubblico ufficio o servizio - Divieto temporaneo di contrattare con la pubblica amministrazione - Divieto temporaneo di esercitare determinate attività professionali o imprenditoriali | - Sequestro preventivo - Sequestro conservativo |

## Misure cautelari personali
Disciplinate dal Titolo I del Libro IV del codice di procedura penale, le misure cautelari personali sono istituti processuali che incidono sulla libertà personale dell'imputato. Proprio per tale motivo le garanzie che l'ordinamento prevede sono: la riserva di legge e la riserva di giurisdizione. Tali istituti processuali non possono essere adottati al fine di ottenere dall'imputato una condotta collaborativa, poiché, ai sensi dell'art. 64 comma 3 lettera b) c.p.p., gli è riconosciuto il diritto al silenzio.

### Presupposti
Le misure cautelari personali, a loro volta, si suddividono in coercitive e interdittive. La loro applicazione è condizionata alla assenza di una qualunque causa estintiva del reato o causa estintiva della pena, di giustificazione o di non punibilità (art. 273 c.p.p.).
Le misure cautelari personali richiedono per la loro applicazione l'esistenza di due ordini di requisiti: la sussistenza di gravi indizi di colpevolezza (art. 273 c. 1 c.p.p.) nonché di esigenze cautelari (art. 274 c.p.p.).
Per esigenze cautelari si intendono:
- il rischio di inquinamento delle prove, purché si tratti di pericolo concreto e attuale (art. 274 c. 1 c.p.p.);
- il rischio di fuga dell'imputato: l'imputato si è dato alla fuga o vi è concreto pericolo che egli si dia alla fuga, sempre che il giudice ritenga che possa essere irrogata una pena superiore a due anni di reclusione (art. 274 c. 2 c.p.p.);
- il rischio di reiterazione del reato, ossia il sussistere del concreto pericolo che il soggetto indagato commetta gravi delitti con uso di armi o di altri mezzi di violenza personale o diretti contro l'ordine costituzionale ovvero delitti di criminalità organizzata, ovvero - ipotesi assai più frequente - della stessa specie di quello per il quale si procede. In quest'ultimo caso può essere disposta la custodia cautelare solo se la pena massima prevista per il reato in questione è uguale o superiore a quattro anni.[2][5]

### Criteri di scelta da parte del giudice
Per quanto riguarda i criteri di scelta delle misure, il giudice tiene conto dell'idoneità di ciascuna in relazione alle diverse esigenze cautelari da soddisfare, come previsto dal primo comma dell'art. 275 c.p.p. Inoltre, devono essere osservati due principi indicati nel 2° e 3° comma dello stesso articolo:
- il principio di adeguatezza, secondo cui la misura della custodia cautelare in carcere deve essere utilizzata solo come extrema ratio, cioè solo qualora le altre risultino inadeguate, altresì motivando la ragione per cui ritenga inadeguate misure cautelari meno afflittive. Ciò non si applica ai reati di associazione di tipo mafioso, per i quali essa è obbligatoria;
- il principio di proporzionalità, secondo cui la misura utilizzata deve essere proporzionata al fatto e alla sanzione che sia o si ritiene essere irrogata.[2][7]

### Eccezioni
Inoltre, lo stesso articolo, nel comma 4 e successivi, prevede alcuni casi in cui la custodia cautelare in carcere non può essere disposta:
1. donna incinta o madre di prole di età non superiore a 6 anni con lei convivente, o il padre nel caso in cui la madre sia deceduta;
2. persona che ha superato l'età di 70 anni;
3. persona affetta da AIDS conclamato, salvo ricovero presso strutture idonee al trattamento specifico.

### Misure cautelari personali coercitive

#### Presupposti
Le misure cautelari personali coercitive comportano una limitazione o privazione della libertà personale. Esse possono essere applicate:
- quando si proceda per delitti puniti con l'ergastolo o con la reclusione superiore nel massimo a tre anni (la custodia cautelare in carcere solo se si procede per delitti, consumati o tentati, puniti con l'ergastolo o con la reclusione non inferiore nel massimo a cinque anni, nonché per il delitto di finanziamento illecito dei partiti);
- anche al di fuori di tali limiti di pena, quando sia stato eseguito l'arresto in flagranza (arresto facoltativo, per taluni delitti espressamente previsti dalla legge, come furto e lesioni personali) o l'arresto fuori dei casi di flagranza, e  il giudice per le indagini preliminari ne abbia disposto la convalida.[2]

Nel primo caso, ai fini del computo dei limiti temporali previsti non si tiene conto della continuazione, della recidiva e delle circostanze del reato, eccezion fatta per:
- l'attenuante generica consistente nell'avere, nei delitti contro il patrimonio, cagionato un danno di speciale tenuità;
- l'aggravante generica consistente nell'avere ostacolato la pubblica o privata difesa;
- le circostanze ad efficacia speciale o ad effetto speciale.

Inoltre, i limiti temporali previsti per la custodia cautelare in carcere non si applicano nei confronti di chi abbia trasgredito alle prescrizioni inerenti ad una misura cautelare.

#### Tipi
- Misure cautelari personali coercitive obbligatorie[11]
  - Divieto di espatrio (art. 281 c.p.p.)
  - Obbligo di presentazione alla polizia giudiziaria (art. 282 c.p.p.)
  - Allontanamento dalla casa familiare (art. 282-bis c.p.p.)
  - Divieto di avvicinamento ai luoghi frequentati dalla persona offesa (art. 282-ter c.p.p.)
  - Divieto e obbligo di dimora (art. 283 c.p.p.)
- Misure cautelari personali coercitive custodiali
  - Arresti domiciliari (art. 284 c.p.p.)
  - Custodia cautelare in carcere (art. 285 c.p.p.)
  - Custodia cautelare in luogo di cura (art. 286 c.p.p.)

#### Termini di durata
Sono previsti termini di durata: intermedi, massimi, complessivi. I termini intermedi sono quattro. Il termine massimo comprende i termini intermedi. I termini complessivi comprendono anche le sospensioni della misura cautelare. Le misure obbligatorie possono avere durata sino al doppio rispetto a quelle custodiali.
Il termine massimo della custodia cautelare in carcere in attesa di primo giudizio, come pure il termine massimo della custodia cautelare complessiva è in relazione alla pena massima prevista per il delitto (c.p. art. 303) per cui è stata applicata la custodia cautelare. Inizia a decorrere nuovamente in presenza di atti giudiziari relativi allo stesso reato che lo consentano, o di nuovi capi di imputazione anche relativi a fatti materialmente commessi prima dell'inizio della carcerazione preventiva.
Le Sezioni Unite Penali della Cassazione, con la sentenza n. 4614 del 5 febbraio 2007, hanno stabilito che il limite massimo della carcerazione preventiva non è un limite perentorio, ed è derogabile da un provvedimento del giudice consentito dalla legge. Non è invece accettabile un meccanismo processuale dal quale derivi che, alle scadenze temporali considerate dalla legge, pur in mancanza di un provvedimento del giudice, la custodia cautelare non debba inderogabilmente cessare. Diversi costituzionalisti ritengono palesemente illegittimo questo orientamento giurisprudenziale che consente una limitazione della libertà personale senza confini temporali, in casi limite di far scontare un ergastolo a persone in attesa di giudizio, con una semplice sequenza di provvedimenti giudiziali che prorogano la custodia cautelare. Il magistrato potrebbe esercitare l'azione penale in modo da non incriminare subito l'imputato con tutti capi di accusa noti, e introdurli "gradualmente" allo scadere dei termini di custodia cautelare, rinnovati ogni volta con accuse nuove.

### Misure cautelari personali interdittive
Sono adottate dal giudice penale, che limitano temporaneamente l'esercizio di determinate facoltà o diritti, in tutto o in parte.
Salvo quanto previsto da disposizioni particolari, tali misure possono essere applicate solo quando si procede per delitti per i quali la legge stabilisce la pena dell'ergastolo o della reclusione superiore nel massimo a tre anni (art. 287 c.p.p.).
Appartengono alla categoria:
- Sospensione dall'esercizio della potestà genitoriale
- Sospensione dall'esercizio di un pubblico ufficio o servizio
- Divieto temporaneo di esercitare determinate attività professionali o imprenditoriali

## Misure cautelari reali
Sono provvedimenti giudiziali che incidono su beni patrimoniali, ossia sul diritto di proprietà garantito dall'art. 42 della Costituzione.
Si distinguono due tipi di misure: 
- sequestro conservativo (art. 316 c.p.p. e seguenti);
- sequestro preventivo (art. 321 c.p.p. e seguenti).

Il loro fine comune è quello di garantire l'esecuzione della sentenza definitiva o impedire che l'uso di una cosa pertinente al reato possa aggravare le conseguenze di esso o agevolare la commissione di altri reati.
I presupposti per la loro applicazione sono: il fumus del reato e il periculum in mora, e si applicano indipendentemente dalla custodia cautelare in carcere.

### La normativa vigente
L'art. 316 del Codice di procedura penale prevede le misure cautelari reali.
Art. 316
Presupposti ed effetti del provvedimento
1. Se vi è fondata ragione di ritenere che manchino o si disperdano le garanzie per il pagamento della pena pecuniaria, delle spese di procedimento e di ogni altra somma dovuta all'erario dello Stato (189 c.p.), il pubblico ministero, in ogni stato e grado del processo di merito, chiede il sequestro conservativo (218 coord.) dei beni mobili o immobili dell'imputato o delle somme o cose a lui dovute, nei limiti in cui la legge ne consente il pignoramento (513 s. c.p.c.).

In questo primo comma viene esplicitata a caratteristica peculiare dell’istituto: poter essere richiesto soltanto nei confronti dell’imputato, o del responsabile civile, in una fase processuale che necessariamente vede già esercitata l’azione penale. Ne consegue, in definitiva, che il sequestro conservativo non possa essere richiesto durante le indagini preliminari, al giudice di tale fase.

2. Se vi è fondata ragione di ritenere che manchino o si disperdano le garanzie delle obbligazioni civili derivanti dal reato (185 c.p.), la parte civile può chiedere il sequestro conservativo dei beni dell'imputato o del responsabile civile, secondo quanto previsto dal comma 1.
3. Il sequestro disposto a richiesta del pubblico ministero giova anche alla parte civile.
4. Per effetto del sequestro i crediti indicati nei commi 1 e 2 si considerano privilegiati (2745 s. c.c.), rispetto a ogni altro credito non privilegiato di data anteriore e ai crediti sorti posteriormente, salvi, in ogni caso, i privilegi stabiliti a garanzia del pagamento dei tributi.

### La precedente disciplina
La disciplina processuale penale precedente alla riforma del 1988 non contemplava espressamente il sequestro preventivo come autonomo istituto. Il vecchio art. 337 prevedeva soltanto che nel corso del procedimento il giudice poteva disporre anche d'ufficio con decreto motivato il sequestro di cose pertinenti al reato, finalizzando l'istituto alle acquisizioni probatorie (l'attuale sequestro probatorio), ma consentendo di fatto anche l'utilizzo dell'istituto del sequestro penale al fine di paralizzare condotte antigiuridiche in itinere, quelle cioè che porterebbero il reato ad "ulteriori conseguenze".

### Le cose pertinenti al reato
In giurisprudenza si ritiene che il rapporto di strumentalità tra il bene in sequestro ed il suo possibile uso criminoso sia affidato ad una valutazione discrezionale del giudice, il quale deve contemperare gli opposti interessi per evitare il rischio di sfociare in un'indiscriminata compressione dei diritti individuali della proprietà e della libera iniziativa economica privata.
Pertanto, la giurisprudenza si attiene a dei parametri abbastanza precisi:
- il rapporto di strumentalità (essenziale e non occasionale) dei beni rispetto al reato (il sequestro preventivo deve perseguire finalità di difesa sociale, e deve dunque cadere su cose oggettivamente e specificamente predisposte per la realizzazione di attività criminose)
- il rapporto di necessaria pertinenza (non basta che il bene sia stato utilizzato per commettere un reato, ma è necessario che rappresenti un mezzo indispensabile per l'attuazione o la prosecuzione dell'attività criminosa (ad es. per il sequestro di un conto corrente bancario, non basta che su questo sia transitata una somma di sospetta origine, ma occorre che il conto in questione sia stato predisposto proprio per una pluralità di operazioni criminose).[20]

In particolare, la Corte di cassazione, in un recente caso di sequestro di documentazione relativa ad un procedimento amministrativo, ha chiarito che il sequestro preventivo deve avere ad oggetto "il risultato" di un'attività, e non l'attività stessa. Di conseguenza, è possibile sequestrare la documentazione (per privare l'ente della disponibilità giuridica di essa e renderne impossibile l'uso successivo) ma non anche paralizzare l'iter procedimentale, in quanto il sequestro «non è finalizzato a svolgere un'atipica funzione inibitoria di comportamenti rilevanti sul piano penale.